# Andronikos Palaiologos
Andronikos Palaiologos, född okänt år, död 1429, var en bysantinsk prins och regerande despot av Thessaloniki 1408–1423.
Han var son till kejsar Manuel II Palaiologos och Helena Dragaš och bror till Konstantin XI Palaiologos, den siste bysantinske kejsaren.